# رضا محمدي
رضا محمدي (14 يونيو 1986 في إيران - ) هو لاعب كرة قدم إيراني في مركز حراسة المرمى. لعب مع نادي برسبوليس ونادي بيكان ونادي داماش غيلان ونادي سباهان أصفهان ونادي فجر شهيد سباسي ونادي نفط مسجد سليمان وShahrdari Zanjan F.C. ‏ ونادي إيران جوان ‏.

## وصلات خارجية
- رضا محمدي على موقع قاعدة بيانات كرة القدم.إي يو (الإنجليزية)
- رضا محمدي على موقع Soccerway.com (الإنجليزية)